# Cozumel
Cozumel (maya: Kùutsmil, czyli Wyspa Jaskółek) – meksykańska wyspa na Morzu Karaibskim położona ok. 20 kilometrów na wschód od wybrzeży Półwyspu Jukatan. Administracyjnie stanowi jedną z dziesięciu gmin meksykańskiego stanu Quintana Roo. Cozumel to popularny wśród amatorów nurkowania ośrodek turystyczny. Główne miasto na wyspie to San Miguel de Cozumel. Wyspa leży około 10 km (6,2 mili) od lądu i 90 km (56 mil) na południe od Cancún. W 2016 utworzono tu rezerwat biosfery. Południowy fragment wyspy zajmuje Park Narodowy Arrecifes de Cozumel.
Wyspa ma 48 km długości i 16 km szerokości. Zdecydowana większość stałych mieszkańców mieszka w San Miguel de Cozumel (populacja: 77 236 w 2010 roku), położonym na zachodnim wybrzeżu. Pozostała część wyspy to płaska nizina z gęstą szatą roślinną. Jest otoczona od południa i zachodu rafami koralowymi.

## Historia
Pierwszymi mieszkańcami wyspy byli Majowie, znaleziono także pozostałości kultury Olmeków. Wyspa stanowiła ośrodek kultu bogini Księżyca, istniały tu świątynie obsługujące ruch pielgrzymkowy, zwłaszcza kobiet pragnących zajścia w ciążę. Pozostały po nich ruiny, a główną świątynię zrównano z ziemią podczas II wojny światowej, gdy budowano tu pas startowy dla samolotów. Największe z ocalałych ruin, San Gervasio, znajdują się niemal dokładnie pośrodku wyspy.
Pierwszym Europejczykiem na Cozumel był Juan de Grijalva w 1518, po nim przybył tu Hernán Cortés wraz z flotą, niszcząc wiele świątyń Majów. Na wyspie żyło około 40 tysięcy Majów, jednakże ich populację wyniszczyła epidemia ospy i w 1570 jedynie 30 z nich pozostało przy życiu. Następnie wyspa była opuszczona, sporadycznie używali jej jako kryjówki piraci. W 1848 po wybuchu trwającego ponad pół wieku powstania Majów na półwyspie Jukatan, znanym jako Wojna Kast, Cozumel zasiedlili uchodźcy uciekający przed rewoltą. Z przechowywanej w miejscowym muzeum płyty można wywnioskować o istnieniu planów zakupu wyspy przez Abrahama Lincolna, celem osiedlenia na niej wyzwolonych czarnych niewolników. Przedłużająca się wojna domowa na Jukatanie i polityczne dyskusje podczas wojny secesyjnej w USA sprawiły jednak, że niewielką grupę byłych niewolników z USA wysłano ostatecznie na wyspę Vache u wybrzeży Haiti.

## Współczesność

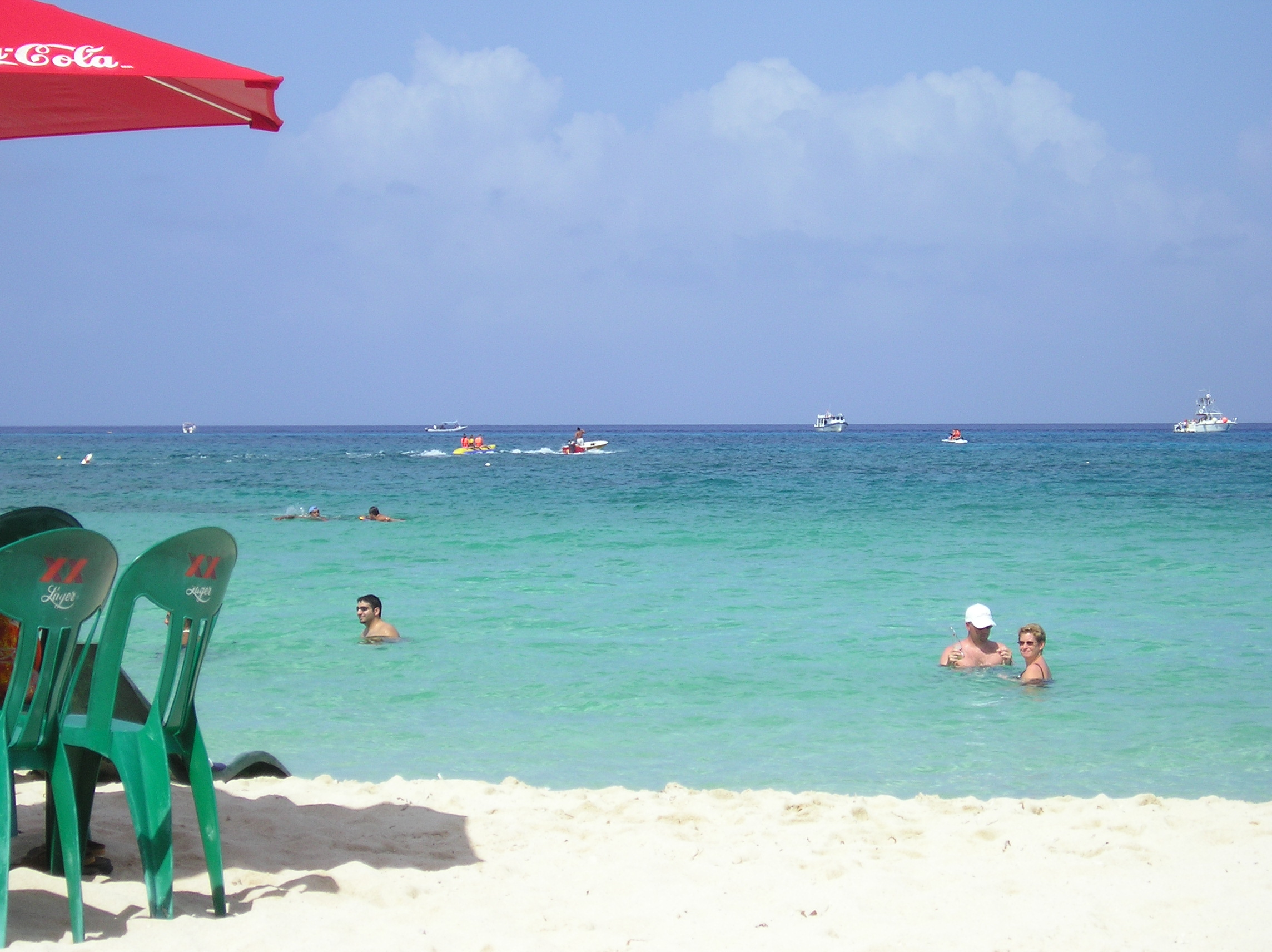
Plaża na Cozumel

Obecnie głównym źródłem dochodu wyspy jest rybołówstwo oraz turystyka. Cozumel jest miejscem docelowym dla turystów zainteresowanych nurkowaniem, a także miejscem spędzania miesiąca miodowego. Wyspa posiada dobrze rozwiniętą infrastrukturę turystyczną. Istnieje tu ponad 100 restauracji, wiele hoteli, niektóre z nich posiadają duże baseny, a nawet przystanie jachtowe.
Nie ma tu zakładów przemysłowych, wszystkie produkty przemysłowe, także spożywcze, są dowożone drogą morską spoza wyspy.
Na wyspie działają dwa uniwersytety: Universidad de Quintana Roo oraz Partenon.

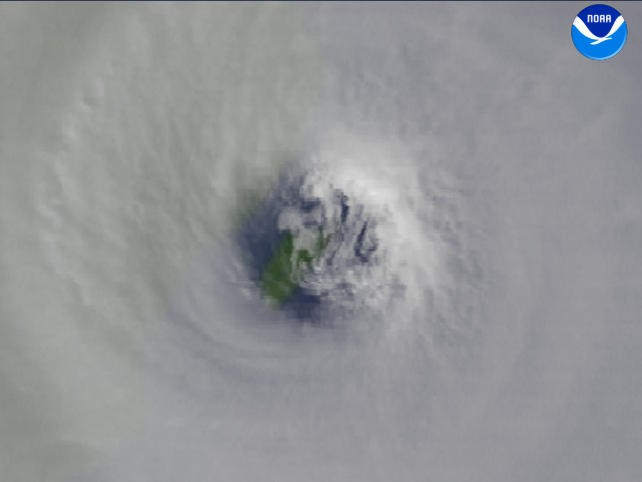
Cozumel w oku huraganu Wilma

W 2005 wyspę nawiedziły dwa huragany: huragan Emily w lipcu oraz huragan Wilma w październiku, z których większe zniszczenia spowodował ten drugi.